# Citostază
Citostaza reprezinta oprirea sau împiedicarea creșterii și înmulțirii celulelor. Medicamentele folosite pentru inducerea citostazei se numesc citostatice, având aplicații în chimioterapie.